# 慈航寺
慈航寺位於台灣台北市北投區中和街，為主祀觀世音菩薩之佛教廟宇。組織型態為管理人制，祭典日期則是每年農曆之六月十九。該廟宇今為仿古廟宇建築。

## 歷史
日治時代大正三年（1914年），由陳萬力在關渡之自宅創建，名為「飛龍寺」。但在陳萬力去世後廢寺，至昭和二年（1927年），由智性法師（俗名葉港）和信徒協力再興，並改名慈航寺。戰後，政府以防洪為由，被迫遷至現址。